# If You Wanna Be Happy
If You Wanna Be Happy (с англ. — «Если хочешь быть счастливым») — песня, впервые исполненная Джимми Соулом. Была написана в жанре ду-воп.

## История создания
Песня была написана в 1963 году Фрэнком Гуидой, его женой Кармелой и другом Джо Ройстером и была основана на калипсо-хите 1933 года «Уродливая женщина» Роринга Лайона, звучавшего в фильме 1943 года Happy Go Lucky.
Была выпущена в виде сингла. Песня занимала первые строчки в Billboard Hot 100 в 1960-х годах.

### Кавер-версии
- Французский автор и певец Клод Франсуа записал адаптацию песни на французском языке (Si tu veux être heureux) в июне 1963 года[3].
- Бас-гитарист группы The Rolling Stones Билл Уаймен записал кавер-версию в своем сольном альбоме Stone Alone в 1976 году[4]. Эта версия была издана и отдельным синглом[5].

## В кинематографе
Песня звучала в кинофильмах «В трезвом уме и твёрдой памяти» («Чистый и трезвый», 1988), «Шансы есть» (1989), «Русалки» (1990), «Рокки и Бульвинкль» (2014) и была частью саундтрека в фильме «Свадьба лучшего друга» (1997).